# Escaramuza

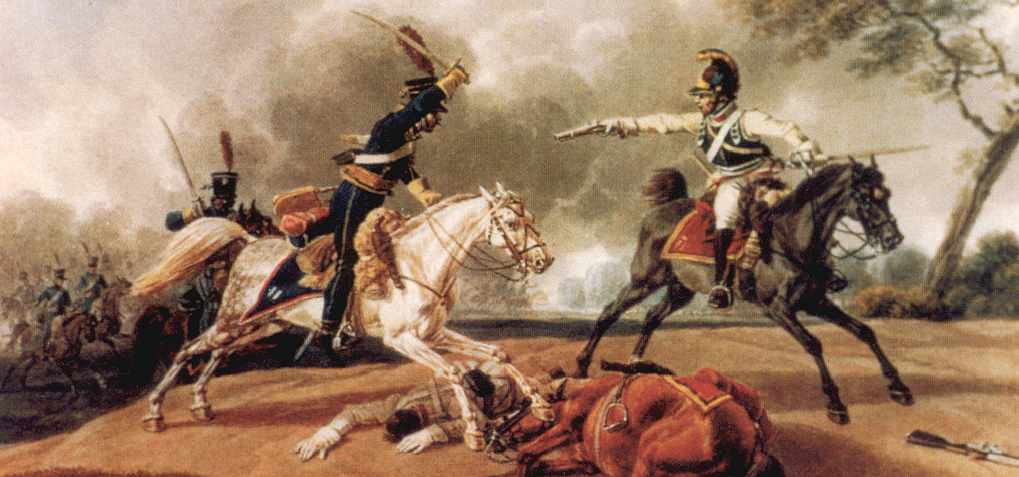
Escaramuzas entre coraceros austriacos y húsares franceses en una pintura (1805) de Wilhelm von Kobell (1766-1855)

Se llama escaramuza a una batalla, disputa o contienda de poca importancia entre las avanzadillas de los ejércitos.
En otra acepción, se llama así a un género de pelea entre los jinetes o soldados a caballo que van picando de rodeo, acometiendo a veces y a veces huyendo con gran ligereza. Si la acción se verifica entre tropas ligeras, sin que ninguno de los dos partidos o ejércitos se comprometa mucho, sino que más bien intenten ambos tantearse las fuerzas, y procuran uno y otro cortarse y envolverse se llama escaramuza, cualesquiera que sean las armas utilizadas o de infantería o de caballería.

..se atendió solamente á la defensa del cuartel que tuvo siempre a la vista el ejército de los amotinados y fue algunas veces combatido con ligeras escaramuzas en que andaba mezclado el huir y el acometer (Solís).

[cita requerida]

Y por nuestra parte se les daba á los alemanes tantas armas de noche y escaramuzas de día, que nunca tenían comida segura ni sueño reposado (Ávila y Zúñiga).

[cita requerida]

## Origen de la palabra
- Del idioma árabe (conforme afirma el escritor español Sebastián de Covarrubias).
- Hay quienes remontándose a tiempos más antiguos la hacen venir del término griego scarthmas.
- Gobelin la deriva de la palabra alemana Scharmützel.
- La opinión generalizada respecto al término sostiene que los idiomas español y francés lo tomaron de la voz italiana scaramuccia ("pequeña y rápida riña"); que dio nombre a uno de los zanni de la commedia dell'arte, un criado fanfarrón, jactancioso y arrogante, vestido de negro - a la española -, y tan cobarde como presuntuoso soldado de altísima cuna.[2]

## A qué se aplica el verbo escaramuzar o escaramucear
- Al combate de escasa importancia sostenido entre pequeñas fracciones de los ejércitos beligerantes
- Muy propio entre las tropas avanzadas que en uno y otro ejército desempeñan:
  - Los servicios de reconocimiento
  - Los servicios de exploración

## SigloXVI
Usaron mucho el vocablo escaramuza los escritores clásicos españoles del siglo XVI que solían acompañarla de los siguientes adjetivos:
- Trabada
- Caliente
- Furiosa
- Ligera
- Seria
- Gruesa

y hacer empleo de ella en ciertas expresiones gráficas:
- Cebar con escaramuzas
- Vencer
- Salir
- Saltar a la escaramuza

Pero el escaramuzar expresaba:
- la idea de combate
- así como las maniobras, evoluciones y ejercicios con que las tropas simulaban la práctica de los ejercicios de guerra.

### Texto de Coloma
El «escaramuzar» o «escaramucear» era muy frecuente en aquellas encarnizadas guerras y quizás más propio entre los franceses, que tenían por aquel género de combate extrema devoción conforme se deduce del siguiente texto de Coloma: 

Los dos primeros días hubo escaramuzas á que no se permitió salir nuestra gente; sólo hubo entre los franceses á quien es imposible quitar el salir á escaramuzas.

[cita requerida]

## A quién corresponde escaramuzar o escaramucear
- En época antigua a tropas de caballería
- A finales del siglo XIX:
  - Se aplicaba a combates sostenidos por tropas de infantería.
  - Caballería
  - Siempre que fuera objeto del empeño contra el enemigo, operaba como sinónimo de:
    - Aguerrir
    - Tantear
    - Desorientar
    - Molestar
    - Inquietar
    - Reconocer